# Ruslan Nurudinov
Vous pouvez aider à l'améliorer ou bien discuter des problèmes sur sa page de discussion.
- Il ne cite pas suffisamment ses sources. Vous pouvez indiquer les passages à sourcer avec {{référence nécessaire}} ou {{Référence souhaitée}}, et inclure les références utiles en les liant aux notes de bas de page. (Marqué depuis août 2024)
- Certaines informations devraient être mieux reliées aux sources mentionnées dans la bibliographie ou les liens externes. Améliorez sa vérifiabilité en les associant par des références. (Marqué depuis août 2024)

- Archive Wikiwix
- Bing
- Cairn
- DuckDuckGo
- E. Universalis
- Gallica
- Google
- G. Books
- G. News
- G. Scholar
- Persée
- Qwant
- (zh) Baidu
- (ru) Yandex
- (wd) trouver des œuvres sur Wikidata

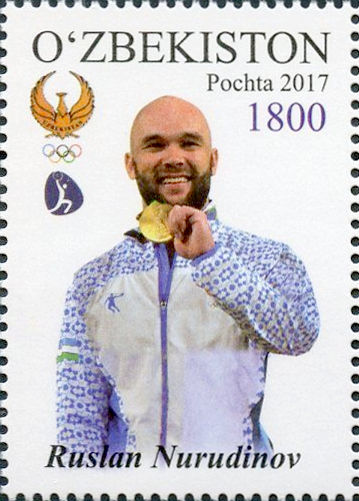
Timbre à l’effigie de Ruslan Nurudinov.

Ruslan Nurudinov est un haltérophile ouzbek né le 24 novembre 1991 à Andijan. Il a remporté la médaille d'or de l'épreuve des moins de 105 kg aux Jeux olympiques d'été de 2016 à Rio de Janeiro.

## Carrière
Le plus grand exploit de Nurudinov a été sa victoire aux Jeux olympiques de 2016 à Rio de Janeiro.
Aux Championnats du monde de 2013 qui se sont tenus en Pologne, Nurudinov est devenu champion du monde pour la première fois en remportant avec assurance l'épreuve de l'arraché (190 kg) et l'épreuve de l'épaulé-jeté (235 kg). Dans le total des deux épreuves, il a remporté une médaille d'or avec un résultat de 425 kg.
En 2014, lors des Championnats du monde qui se sont déroulés à Almaty, Nurudinov, dans une lutte acharnée pour la première place avec des haltérophiles kazakhs et russes, a battu le record du monde à l'épreuve de l'épaulé-jeté en levant 239 kg. Ensuite, le Russe David Bedzhanyan a repris le record mondial avec 240 kg, et enfin, le Kazakh Ilya Ilyin a établi le record mondial final à l'épreuve de l'épaulé-jeté avec 242 kg. En conséquence, l'athlète ouzbek a terminé premier à l'arraché (193 kg), troisième à l'épaulé-jeté (239 kg) et a pris la deuxième place dans l'épreuve combinée (432 kg).
Aux Jeux olympiques d'été de 2016 à Rio de Janeiro, en l'absence du disqualifié Ilyin, Nurudinov a remporté l'épreuve de l'arraché (194 kg), établissant un record olympique à l'épreuve de l'épaulé-jeté (237 kg), et a remporté une médaille d'or avec une marge confortable avec un total combiné de 431 kg.
Au début du mois de novembre 2018, lors des Championnats du monde à Ashgabat, un athlète ouzbek dans la nouvelle catégorie de poids jusqu'à 109 kg a échoué dans sa performance à l'arraché, n'ayant pas réussi à soulever le poids initial de 188 kg. Mais à l'épreuve de l'épaulé-jeté, il a réussi à remporter une petite médaille de bronze en levant une barre de 227 kg. Pour remporter une médaille de bronze dans le total, il lui aurait suffi de soulever une barre de 177 kg.

## Palmarès

### Jeux olympiques
- 2016 à Rio de Janeiro
  -  Médaille d'or au total en moins de 105 kg

### Championnats du monde
- 2022 à Bogota
  -  Médaille d'or au total en moins de 109 kg.
  -  Médaille d'or à l'arraché en moins de 109 kg.
  -  Médaille d'or à l'épaulé-jeté en moins de 109 kg.
- 2021 à Tachkent
  -  Médaille d'argent au total en moins de 109 kg.
  -  Médaille d'argent à l'épaulé-jeté en moins de 109 kg.
  -  Médaille de bronze à l'arraché en moins de 109 kg.
- 2018 à Achgabat
  -  Médaille de bronze à l'épaulé-jeté en moins de 109 kg.
- 2014 à Almaty
  -  Médaille d'argent au total en moins de 105 kg.
  -  Médaille d'or à l'arraché en moins de 105 kg.
  -  Médaille de bronze à l'épaulé-jeté en moins de 105 kg.
- 2013 à Wrocław
  -  Médaille d'or au total en moins de 105 kg.
  -  Médaille d'or à l'arraché en moins de 105 kg.
  -  Médaille d'or à l'épaulé-jeté en moins de 105 kg.
- 2011 à Paris
  -  Médaille d'argent à l'épaulé-jeté en moins de 94 kg.

### Jeux asiatiques
- 2018 à Jakarta
  -  Médaille d'or au total en moins de 105 kg.

### Championnats d'Asie
- 2020 à Tachkent
  -  Médaille d'or au total en moins de 109 kg.
  -  Médaille de bronze à l'arraché en moins de 109 kg.
  -  Médaille d'or à l'épaulé-jeté en moins de 109 kg.
- 2016 à Tachkent
  -  Médaille d'or à l'arraché en plus de 105 kg.
- 2013 à Astana
  -  Médaille d'or au total en moins de 105 kg.
  -  Médaille d'or à l'arraché en moins de 105 kg.
  -  Médaille d'or à l'épaulé-jeté en moins de 105 kg.
- 2012 à Pyeongtaek
  -  Médaille d'or au total en moins de 105 kg.
  -  Médaille d'argent à l'arraché en moins de 105 kg.
  -  Médaille d'or à l'épaulé-jeté en moins de 105 kg.

### Universiade
- 2013 à Kazan
  -  Médaille d'or au total en moins de 105 kg.